# Навкат
Навкат (на таджикски: Навкат) е град в Таджикистан, административен център на Спитаменски район, Согдийска област. Населението на града през 2016 година е 17 300 души (по приблизителна оценка).

## Население
| Година | Население |
| ------ | --------- |
| 1989   | 13 863    |
| 2000   | 13 000    |
| 2007   | 14 300    |
| 2010   | 15 142    |
| 2016   | 17 300    |